# Cincinnati Royals 1965-1966
La stagione 1965-66 dei Cincinnati Royals fu la 17ª nella NBA per la franchigia.
I Cincinnati Royals arrivarono terzi nella Eastern Division con un record di 45-35. Nei play-off persero la semifinale di division con i Boston Celtics (3-2).

## Roster
| N° | Naz.                   | Ruolo | Sportivo        | Anno | Alt. | Peso |
| -- | ---------------------- | ----- | --------------- | ---- | ---- | ---- |
| 10 | Stati Uniti (bandiera) | G     | Adrian Smith    | 1936 | 185  | 82   |
| 11 | Stati Uniti (bandiera) | GA    | Jon McGlocklin  | 1943 | 196  | 93   |
| 14 | Stati Uniti (bandiera) | GA    | Oscar Robertson | 1938 | 196  | 93   |
| 15 | Stati Uniti (bandiera) | AC    | Wayne Embry     | 1937 | 203  | 109  |
| 16 | Stati Uniti (bandiera) | AC    | Jerry Lucas     | 1940 | 203  | 104  |
| 17 | Stati Uniti (bandiera) | C     | George Wilson   | 1942 | 203  | 102  |
| 20 | Stati Uniti (bandiera) | A     | Tom Hawkins     | 1936 | 196  | 95   |
| 21 | Stati Uniti (bandiera) | G     | Jay Arnette     | 1938 | 188  | 79   |
| 21 | Stati Uniti (bandiera) | GA    | Art Heyman      | 1941 | 196  | 93   |
| 22 | Stati Uniti (bandiera) | A     | Happy Hairston  | 1942 | 201  | 102  |
| 24 | Stati Uniti (bandiera) | AC    | Connie Dierking | 1936 | 206  | 101  |
| 25 | Stati Uniti (bandiera) | GA    | Tom Thacker     | 1934 | 188  | 77   |
| 27 | Stati Uniti (bandiera) | GA    | Jack Twyman     | 1934 | 198  | 95   |
| 34 | Stati Uniti (bandiera) | AC    | Bud Olsen       | 1940 | 203  | 100  |

## Staff tecnico
- Allenatore: Jack McMahon